# نینشتدتن
نینشتدتن (به آلمانی: Hamburg-Nienstedten) یک منطقهٔ مسکونی در آلمان است که در التونا، هامبورگ واقع شده‌است. نینشتدتن ۶٬۷۸۳ نفر جمعیت دارد.